# Det finns inget bättre
Det finns inget bättre är ett studioalbum av Peter LeMarc, utgivet 1992 på MNW.
Fem av låtarna släpptes som singlar: "Det finns inget bättre", "Ge henne tid", "På andra sidan bron", "Vrå av världen" och "Ända till september".

## Låtlista
1. "Tootoolah"
2. "Senast jag såg änglarna"
3. "Det finns inget bättre"
4. "Ge henne tid"
5. "Under din kjol"
6. "På andra sidan bron"
7. "Ta med dej månen när du går"
8. "Ända till september"
9. "Älskarens kors"
10. "Hittegods"
11. "Lycklig idiot"
12. "Vrå av världen"
13. "Vad är du rädd för?"
14. "Vals i cement"

## Medverkande
- Peter LeMarc: sång
- Sara Edin: fiol
- Stephan Forkelid: klaviaturinstrument
- Jesper Lindberg: pedal steel guitar
- Sven Lindvall: bas
- Mats Schubert (då Asplén): hammondorgel
- Pelle Sirén: gitarrer
- Tony Thorén: bas
- Werner Modiggård: trummor
- Magnus Persson: slagverk

## Listplaceringar
| Lista (1992-1993) | Topplacering |
| ----------------- | ------------ |
| Sverige           | 4            |